# Eriostethus sinuatus
Eriostethus sinuatus är en stekelart som först beskrevs av Setsuya Momoi 1966.  Eriostethus sinuatus ingår i släktet Eriostethus och familjen brokparasitsteklar. Inga underarter finns listade i Catalogue of Life.